# Tacoma (jeu vidéo)
Pour la ville américaine, voir Tacoma.
 (octobre 2019).
Si vous disposez d'ouvrages ou d'articles de référence ou si vous connaissez des sites web de qualité traitant du thème abordé ici, merci de compléter l'article en donnant les références utiles à sa vérifiabilité et en les liant à la section « Notes et références ».
Tacoma est un jeu vidéo d'aventure développé et édité par Fullbright, sorti le 2 août 2017 sur Microsoft Windows, macOS, Linux, Xbox One et Playstation 4.

## Système de jeu
Tacoma est un jeu d'aventure qui se déroule dans une station orbitale désertée, en 2088.
Dans Tacoma, le joueur incarne une femme arrivant dans la station, Amyitjyoti Ferrier (surnommée Amy). Elle dispose d'un appareil lui permettant de superposer les spationautes disparus sur son environnement (réalité augmentée). Elle peut les voir se mouvoir, discuter entre eux, et contrôle le déroulement de l'action scrutée. En enquêtant sur les faits et gestes des anciens habitants de la station, le joueur collecte des indices et avance dans l'histoire.
L'appareil à réalité augmentée permet également au joueur de recevoir de faux courriels qui le guident à travers le jeu.

## Synopsis

### Contexte

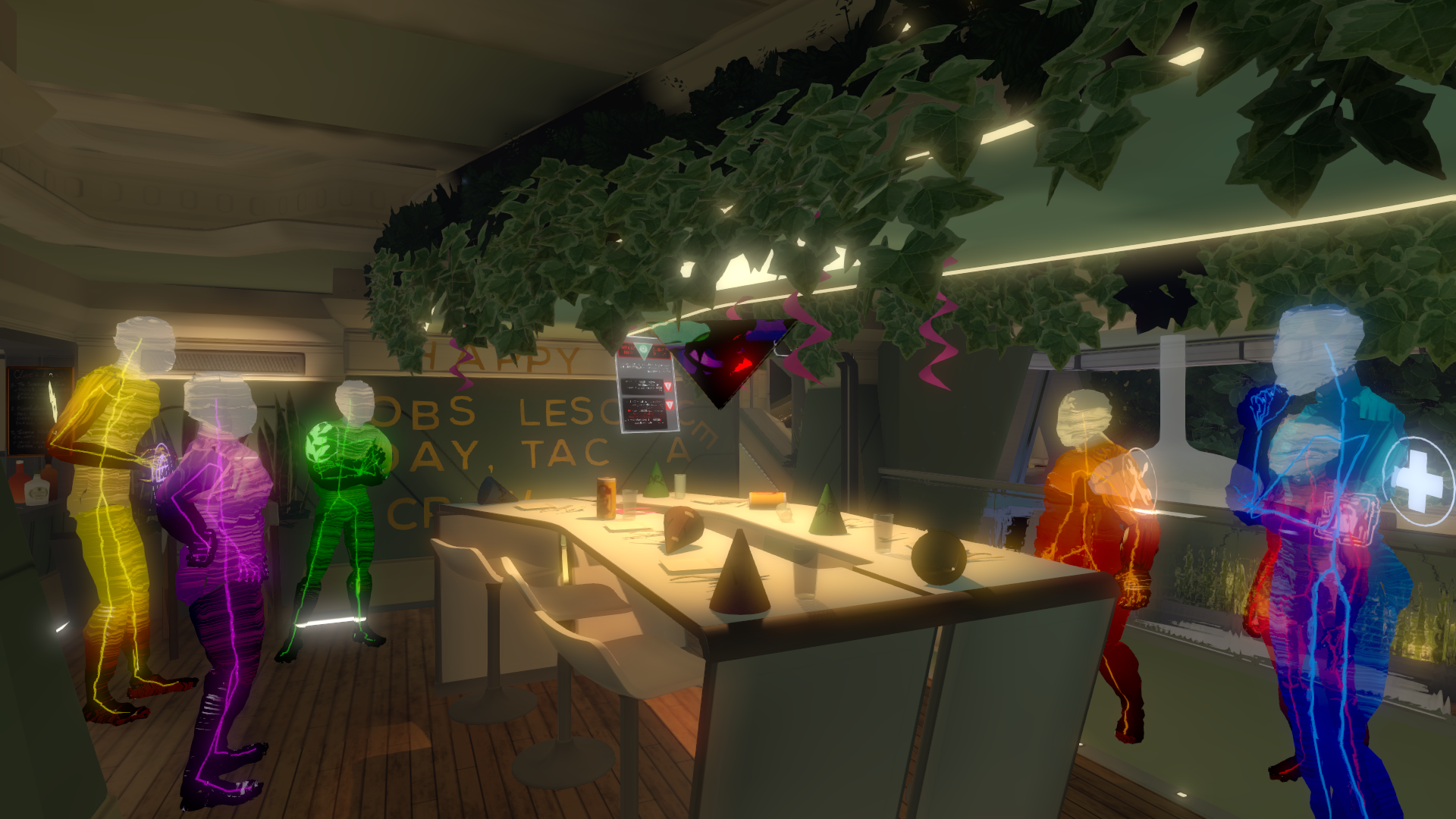
Réunion de l'équipage

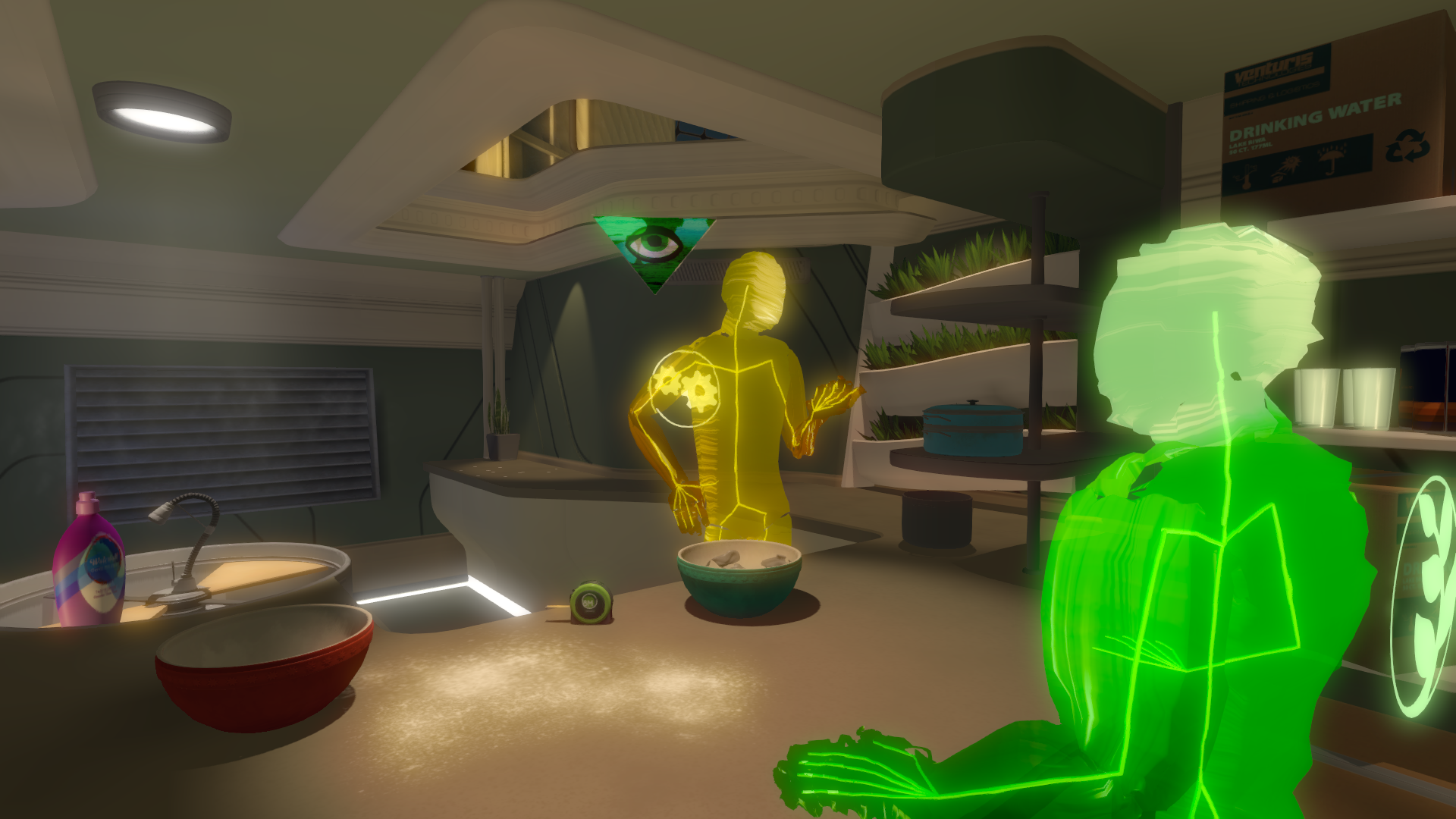
Cuisine de la station

En 2088, la société est dirigée par de très grandes entreprises. Celles-ci ont notamment développé le voyage dans l'espace et les stations orbitales. Les civils sont formés à travailler pour ces entreprises et à leur être loyaux. Parmi ces méga-entreprises, on compte Amazon.com, Carnival ou encore Hilton Hotels & Resorts.
Le jeu traite d'une entreprise en particulier : Venturis Corporation, une société gérant plusieurs stations orbitales terriennes. L'automatisation générale du travail privilégiée par les entreprises leur ont attiré les foudres de l'Orbital Workers Union (« syndicat des travailleurs orbitaux »). La législation a été adaptée à cette problématique : un accord intitulé Human Oversight Accord (« accord relatif à la supervision humaine ») impose la présence d'un équipage humain dans chaque station gérée par intelligence artificielle pour surveiller les opérations.
L'action se déroule dans la station orbitale Tacoma, située au point de Lagrange L1 de la planète Terre. Vaisseau cargo, la station assure le transfert automatisé de marchandises depuis la Terre jusqu'au complexe lunaire Zenith. Tacoma embarque une intelligence artificielle nommée ODIN, et six spécialistes humains.

### Intrigue
La jeune spationaute Amyitjyoti Ferrier – dite Amy – est engagée par la société Venturis pour retrouver et rapatrier sur Terre le noyau d'ODIN, l'intelligence artificielle de sa station orbitale Tacoma, dont les six membres de l'équipage ont mystérieusement disparu il y a quelques heures.
En fouillant la station déserte, Amy retrouve des enregistrements lui permettant de déduire le fil des événements des derniers jours. Elle découvre rapidement qu'une explosion touchant les réserves de dioxygène a eu lieu, laissant environ 72 heures aux occupants pour trouver une solution, alors que les équipes de secours mettent en moyenne 98 heures pour intervenir depuis la Terre. Par ailleurs, personne ne fait confiance à Venturis pour envoyer une équipe de sauvetage car le coût serait probablement jugé trop important par rapport à la perte pure et simple de l'équipage.
Alors que Natalia et Bertie, respectivement informaticienne et mécanicienne, tentent de fabriquer une capsule de sauvetage de fortune, Sareh, la médecin, hésite à déclencher la procédure standard de cryogénisation de l'équipage, car elle peut être fatale si elle est prolongée plus de quelques jours. Toutefois, EV, la cheffe d'équipe et Clive, le spécialiste de mission, décident de passer en sommeil hypothermique pour limiter la consommation de dioxygène et laisser du temps aux autres. Andrew, le botaniste, parvient quant à lui à gagner encore quelques heures en produisant de l'oxygène avec ses plantes.
En progressant dans son enquête, Amy apprend que Sareh, guidée par ODIN, a trouvé des enregistrements très compromettants de Sergio Venturi, le président-directeur général de Venturis, qui est au bord de la faillite après avoir dépensé une fortune dans la mise en place d'appartements de tourisme orbitaux autonomes, mais qui ne peuvent être exploités en raison d'une loi interdisant l'occupation humaine de stations spatiales non supervisées par des spécialistes humains. Venturi a alors simulé quels scénarios pouvaient retourner l'opinion publique et provoquer l'abrogation de la loi, le plus efficace d'entre eux étant de faire croire qu'un équipage entier d'une station spatiale a péri à cause d'une erreur humaine qu'une IA aurait évité. Découvrant que Tacoma a été choisie comme « sacrifice » et que l'explosion de gaz n'avait rien d'accidentelle, Sareh réveille ses collègues cryogénisés et les avertit de la machination. La capsule de Nat et Bertie étant un échec, Clive émet un signal de détresse reçu par la navette d'une société concurrente, qui les évacue environ 14 heures avant l'arrivée d'Amy. Avant de quitter la station, Sareh envoie les données compromettantes à un contact hacktiviste et promet à ODIN qu'elle trouvera un moyen de le sauver, celui-ci étant condamné à la réinitialisation pour avoir aidé l'équipage contre ses ordres.
Amy finit par retrouver le noyau d'ODIN et retourne dans sa navette. Alors qu'elle déclenche les moteurs, elle informe ODIN qu'elle est en réalité une militante pour les droits des intelligences artificielles douées de conscience et lui offre l'asile sur une station spatiale politiquement indépendante, qu'il accepte.

## Développement
Tacoma est le deuxième jeu du studio Fullbright, le premier étant Gone Home. Le jeu est annoncé en décembre 2014 aux Game Awards. Dans la courte bande-annonce dévoilée, on peut entendre un dialogue radio entre un homme et une femme, géolocalisé dans la station Tacoma à 320 000 kilomètres de la Terre. Polygon a commenté que l'esthétique de la station était similaire à celle de Rapture, la ville sous-marine de BioShock.
Le jeu devait initialement sortir en 2016, mais les retours des testeurs ont poussé l'équipe de Fullbright à repenser certains éléments du jeu.

## Accueil
- Canard PC : 7/10[4]
- IGN : 8,5/10[5]
- Jeuxvideo.com : 14/20[6]